# Biserica Sfântul Alexandru Nevski din Călărași
Biserica „Sfântul Alexandru Nevski” este un lăcaș de cult din orașul Călărași, Republica Moldova, construit în anul 1885 și fondat de Preotul Paroh Nicolaie Trifan. Biserica are două hramuri, “Sfântul Alexandru Nevski”și „Sfântul Nicolae”. Este un monument de arhitectură de importanță națională.
La parohie a activat preotul Alexandru Baltagă, membru al Sfatul Țării. Biserica se subordonează Mitropoliei Basarabiei și este cea mai veche din oraș.